# Anthophora inclyta
Anthophora inclyta là một loài Hymenoptera trong họ Apidae. Loài này được Walker mô tả khoa học năm 1871.